# تيزكي (أقصري)
تيزكي هي إحدى مشيخات المملكة المغربية، تتبع جغرافيا لعمالة أكادير إدا وتنان وإداريًا لأقصري. يقدر عدد سكانها بـ 2568 نسمة حسب الإحصاء الرسمي للسكان والسكنى لسنة 2004.